# 17941 Горбатт
17941 Горбатт (17941 Horbatt) — астероїд головного поясу, відкритий 6 травня 1999 року.
Тіссеранів параметр щодо Юпітера — 3,591.